# 1868 w polityce

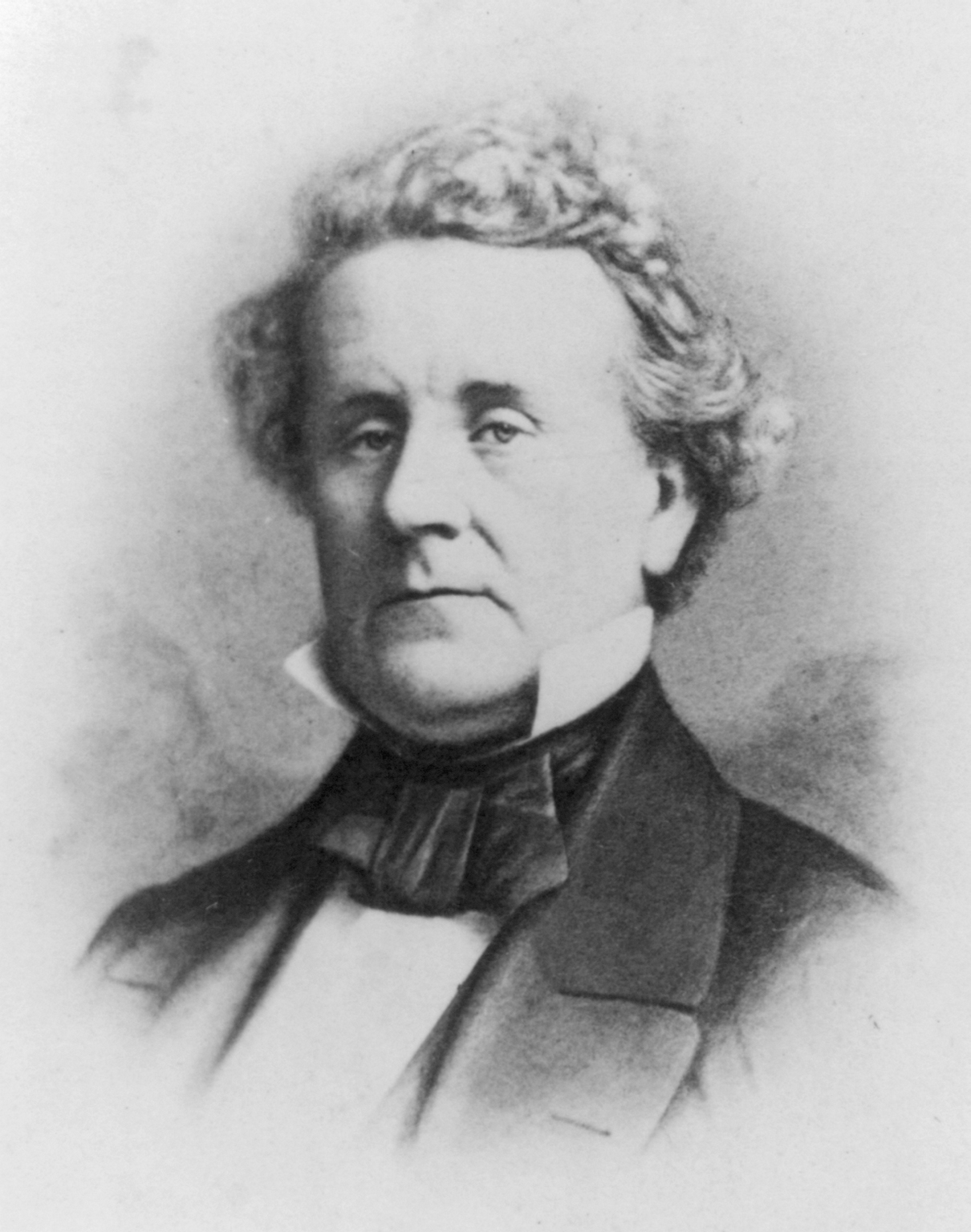
Levi Lincoln (1782–1868)

Wydarzenia polityczne w 1868 roku.

## Wydarzenia
- Na Kubie wybucha powstanie mające na celu uwolnienie wyspy spod dominacji hiszpańskiej[1].

## Zmarli
- 29 maja Levi Lincoln, amerykański polityk[2].